# Гванелла, Луиджи
 Луиджи Гванелла  (итал. Luigi Guanella; 19 декабря 1842, Камподольчино, Ломбардо-Венецианское королевство — 24 октября 1915[…], Комо, Ломбардия) — святой Римско-Католической Церкви, священник, основатель мужской монашеской конгрегации «Служители Милосердия» (SC) и женской монашеской конгрегации «Дочери Пресвятой девы Марии Божественного Провидения» (FSMP).

## Биография
Начальное образование получил в Пьянеццо, после чего продолжил обучение в колледже в городе Комо. После шести лет обучения в колледже поступил в 1860 году в начальную Духовную семинарию, через два года был принят в Высшую духовную семинарию в Комо.
26 мая 1866 года был рукоположён в сан священника. Был назначен настоятелем в приход города Савиньо, где служил на протяжении семи лет. В Савиньо открыл дневную и вечернюю школы для молодёжи. С 1875 по 1878 года работал в Милане под руководством Иоанна Боско. В 1881 году был назначен настоятелем прихода в Пианелло-Ларио, где основал детский дом и дом для пожилых людей. В это же время публикует многочисленные религиозные сочинения, посвящённые христианской духовной жизни, истории Церкви и биографии святых Католической Церкви. В 1886 году переезжает в Комо и основывает там монашескую общину, которая стала заниматься умственно отсталыми и беспризорными детьми. Эта община со временем преобразовалась в женскую монашескую конгрегацию «Дочери Пресвятой девы Марии Божественного Провидения».
В 1908 году Луиджи Гванелла также основал мужскую монашескую конгрегацию «Служители Милосердия».
Во время землетрясения в Калабрии в 1905 году оказывал помощь пострадавшим, помогал также участникам и жертвам Первой мировой войны, за что был награждён медалью властями города Комо.

## Прославление

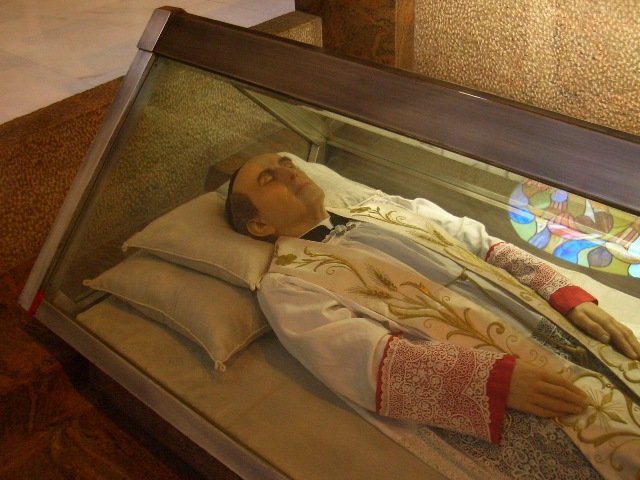
Мощи блаженного Луиджи Гванелла в церкви Святого Сердца в городе Комо, Италия

25 октября 1964 года папа Павел VI причислил Луиджи Гванеллу к лику блаженных. 23 октября 2011 года канонизирован папой Бенедиктом XVI.
День памяти в католической церкви — 24 октября.